# Harpactes orrhophaeus
Harpactes orrhophaeus là một loài chim trong họ Trogonidae.